# Haplacarus foliatus
Haplacarus foliatus är en kvalsterart som beskrevs av Wallwork 1962. Haplacarus foliatus ingår i släktet Haplacarus och familjen Lohmanniidae.

## Underarter
Arten delas in i följande underarter:
- H. f. foliatus
- H. f. bengalensis